# Суппо II Сполетський
Суппо II, (†879) — герцог Сполетський, міністр і радник імператора Заходу Людовика II, родич його дружини Ангельберги.